# 奧申羅爾 (加利福尼亞州)
奧申羅爾（英語：Ocean Roar）是位於美國加利福尼亞州馬林縣的一個非建制地區。該地的面積和人口皆未知。

## 地理
奧申羅爾的座標為38°12′58″N 122°55′30″W / 38.21611°N 122.92500°W，而該地的平均海拔高度為6米（即20英尺）。